# Georges Richard
Die Société des Anciens Établissements Georges Richard war ein französischer Automobilhersteller aus Porte d’Ivry, einem Vorort von Paris.

## Unternehmensgeschichte
Die Brüder Georges Richard und Maxime Richard gründeten 1897 das Unternehmen. 1901 engagierten sie den Automobilkonstrukteur Henri Brasier. Als Henri Brasier mehr Einfluss bekam, gründeten sie Anfang 1903 gemeinsam das neue Unternehmen Richard-Brasier.

## Übersicht
- 1897–1902 Société des Anciens Établissements Georges Richard von Georges Richard, Maxime Richard sowie ab 1901 Henri Brasier
- 1903–1904 Richard-Brasier von Georges Richard und Henri Brasier
- 1905–1940 Unic von Georges Richard, ab 1922 George Dubois
- 1905–1926 Société des Automobiles Brasier von Henri Brasier
- 1926–1930 Chaigneau-Brasier

## Fahrzeuge

### 1897–1902
Das Unternehmen stellte ab 1897 Fahrzeuge auf der Basis des Benz Velo her. Die technischen Merkmale entsprachen daher denen des Benz Velo: Einzylindermotor im Heck, Kraftübertragung per Kette auf die Hinterachse, Riemengetriebe mit zwei Gängen.

Ab 1900 folgten Modelle mit Frontmotor nach Lizenz von Vivinus. Brasier entwickelte neue Zweizylinder- und Vierzylindermodelle, die aber erst ab 1903 vom Nachfolgeunternehmen gefertigt wurden. Ein Zweizylinder hatte 1727 cm³ mit 100 mm Bohrung und 110 mm Hub und leistete 7 PS. Ein weiterer Zweizylindermotor hatte 2940 cm³ mit 120 mm Bohrung und 130 mm Hub und leistete 10 PS.

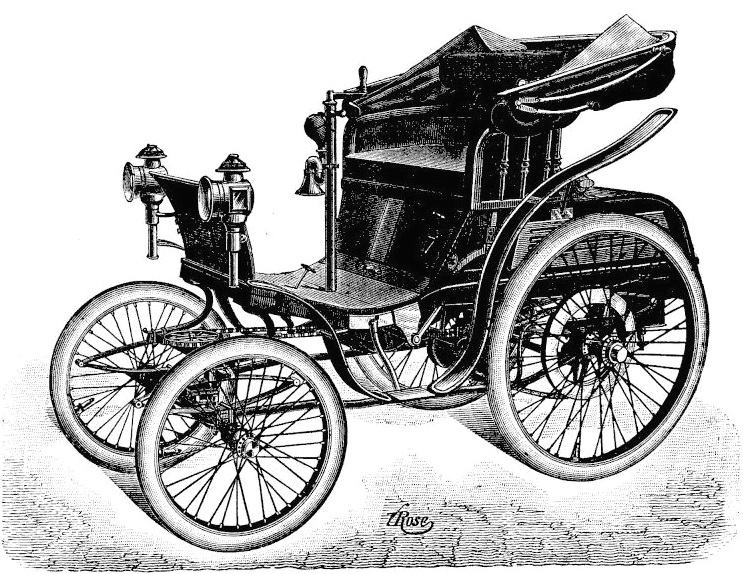
George Richard Benz (1897)

### Heute noch vorhandene Fahrzeuge

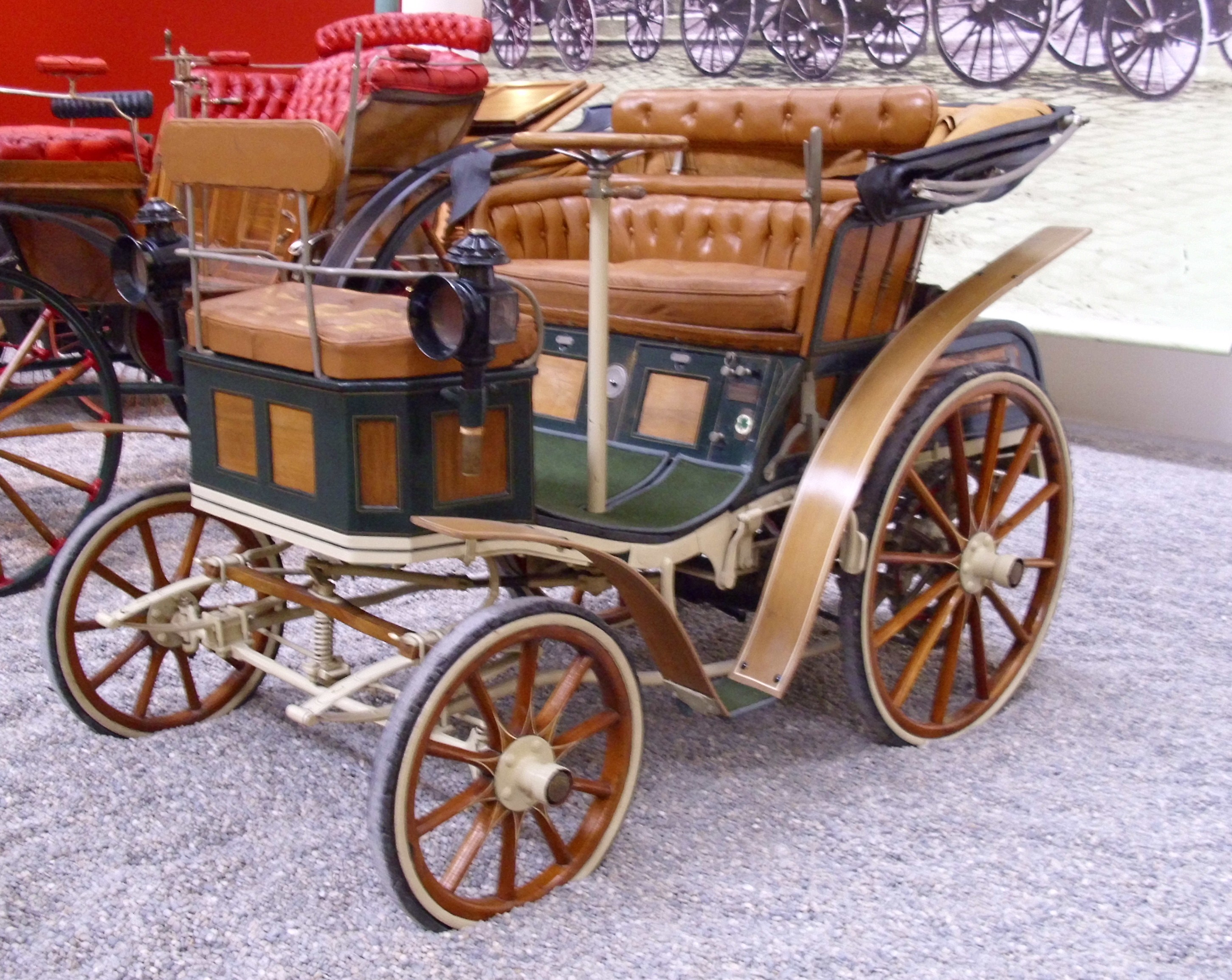
Georges Richard, angeblich von 1894
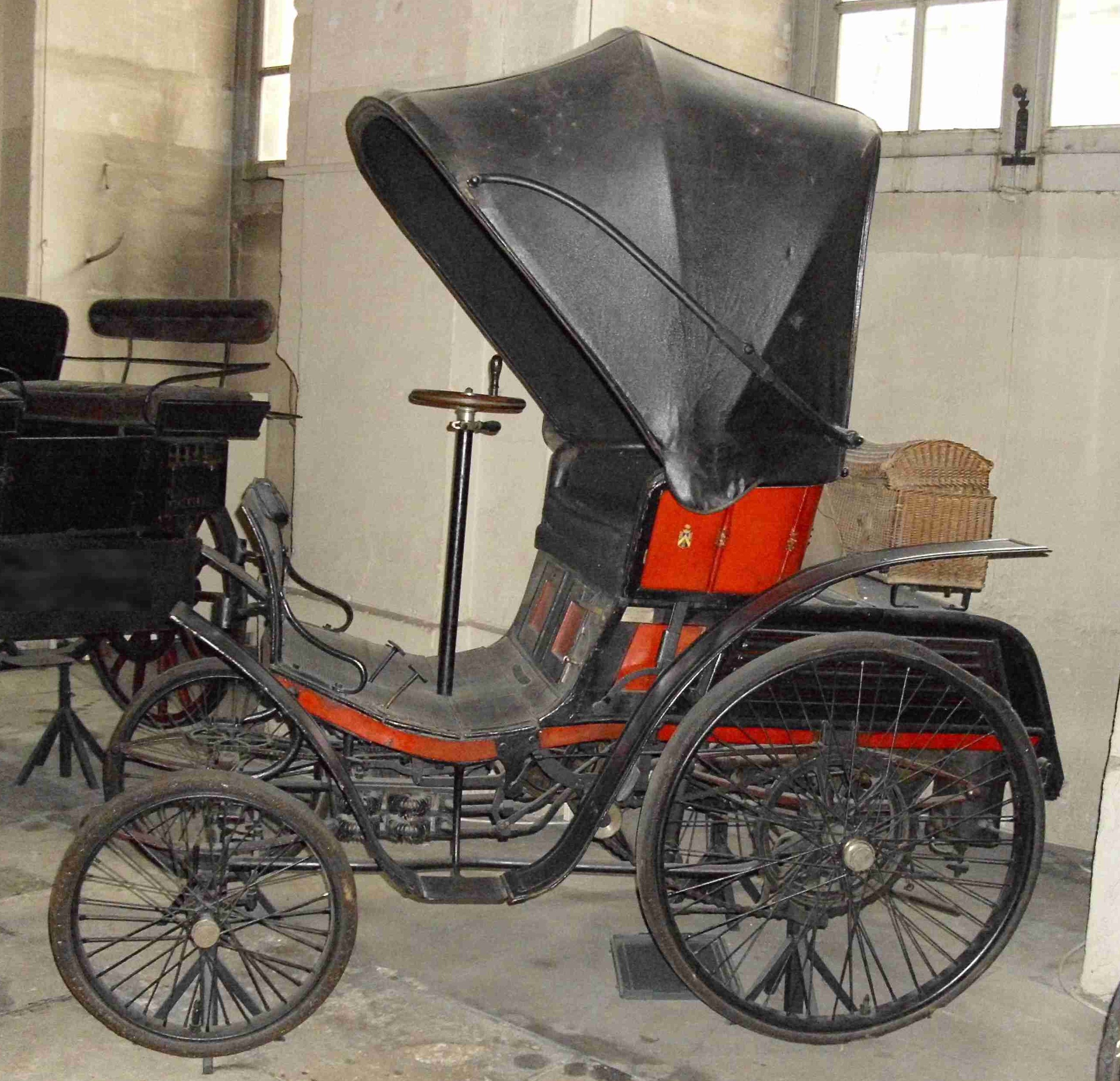
Georges Richard von 1897
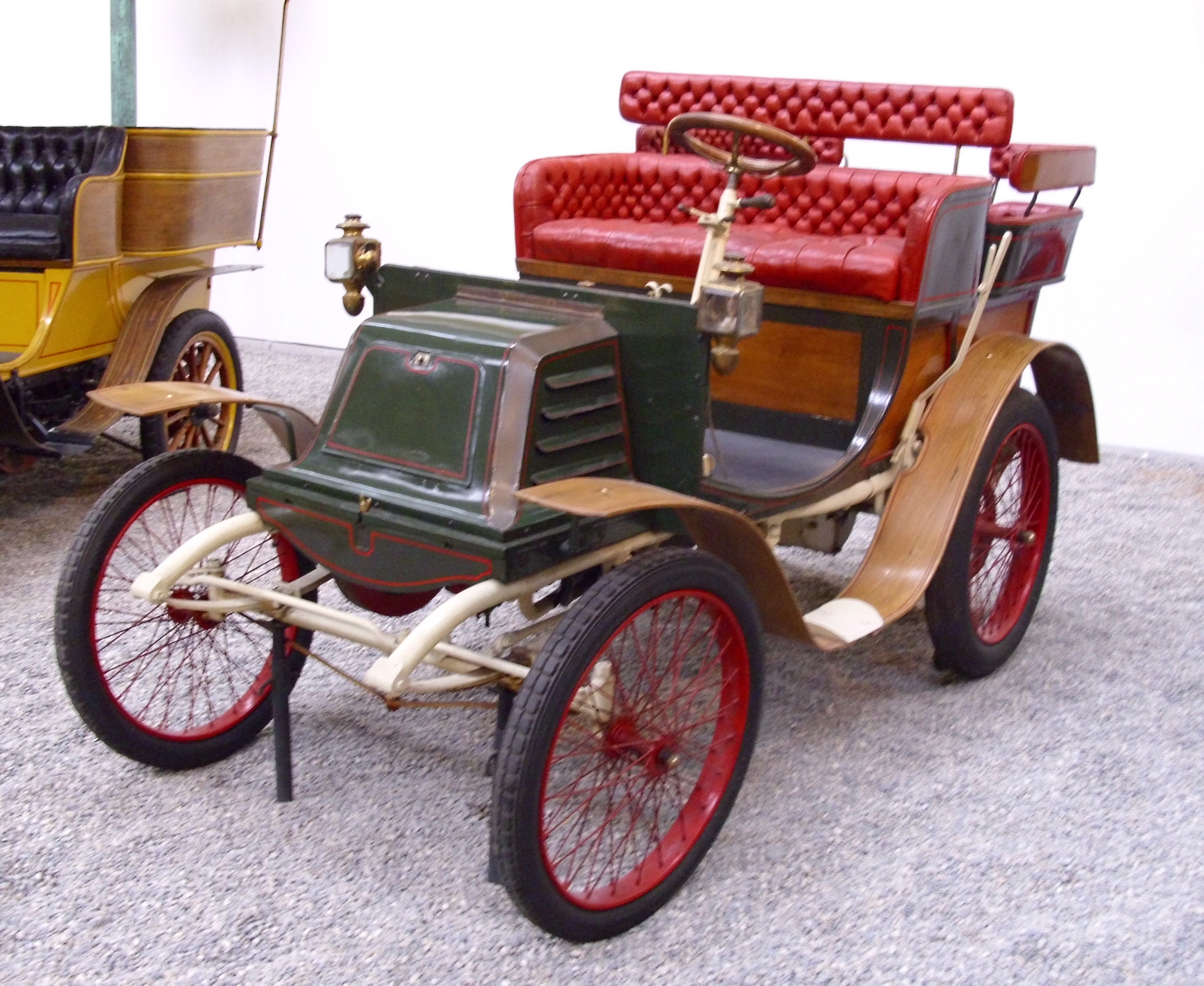
Georges Richard von 1900
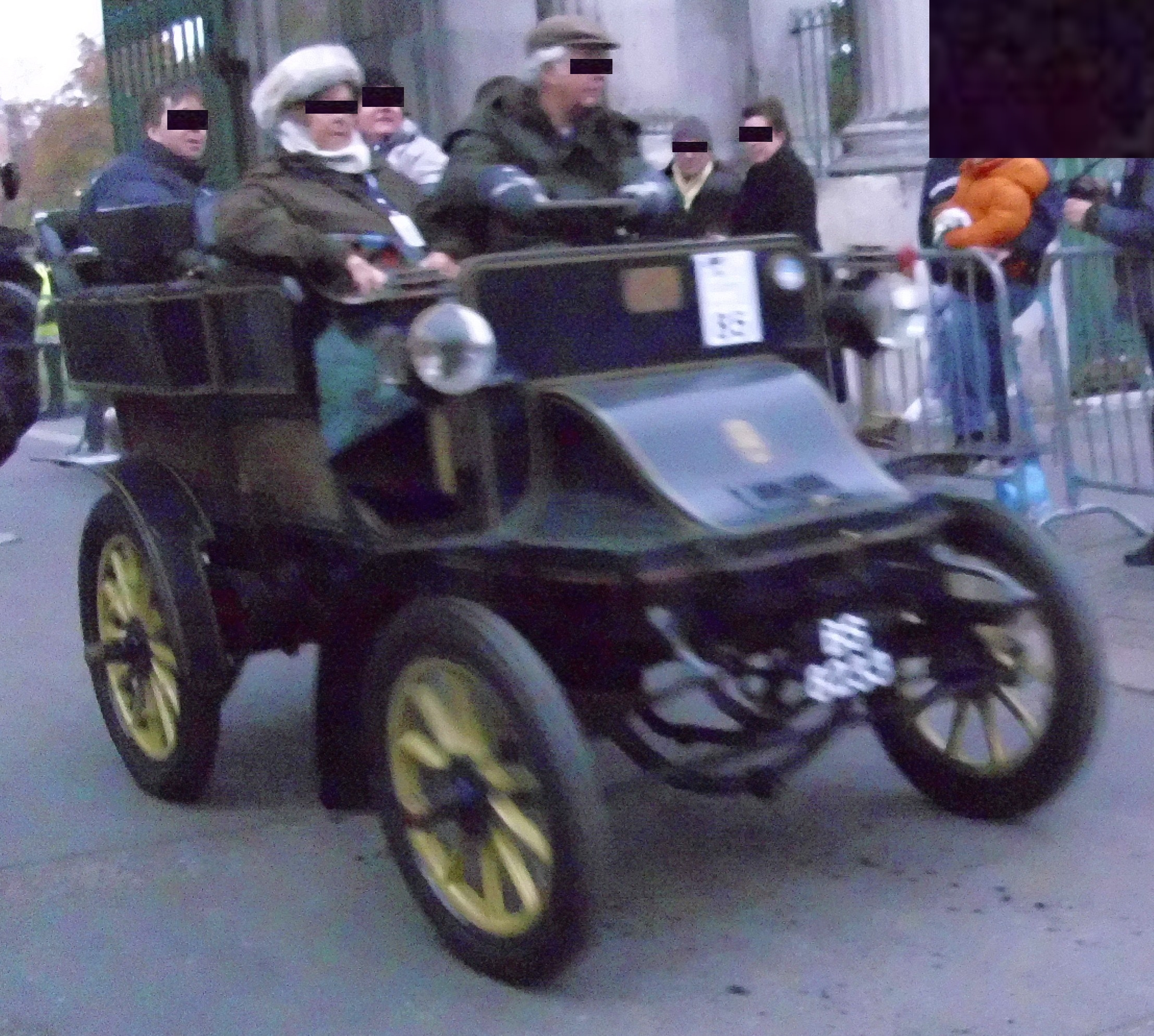
Georges Richard von 1900
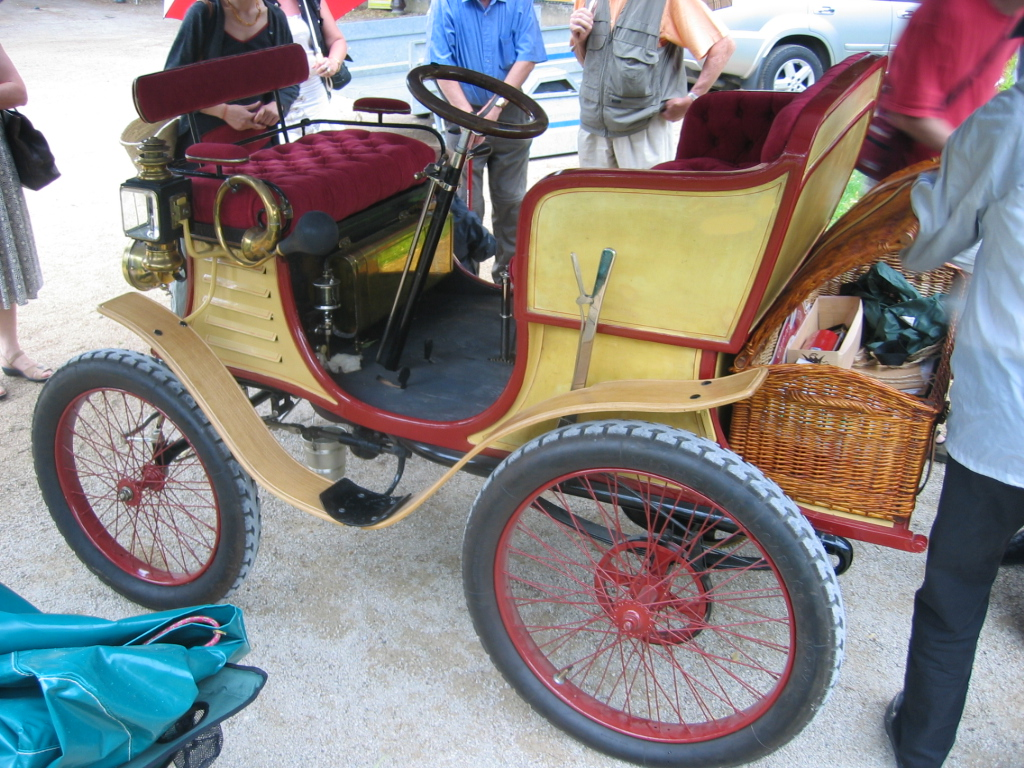
Georges Richard 1901
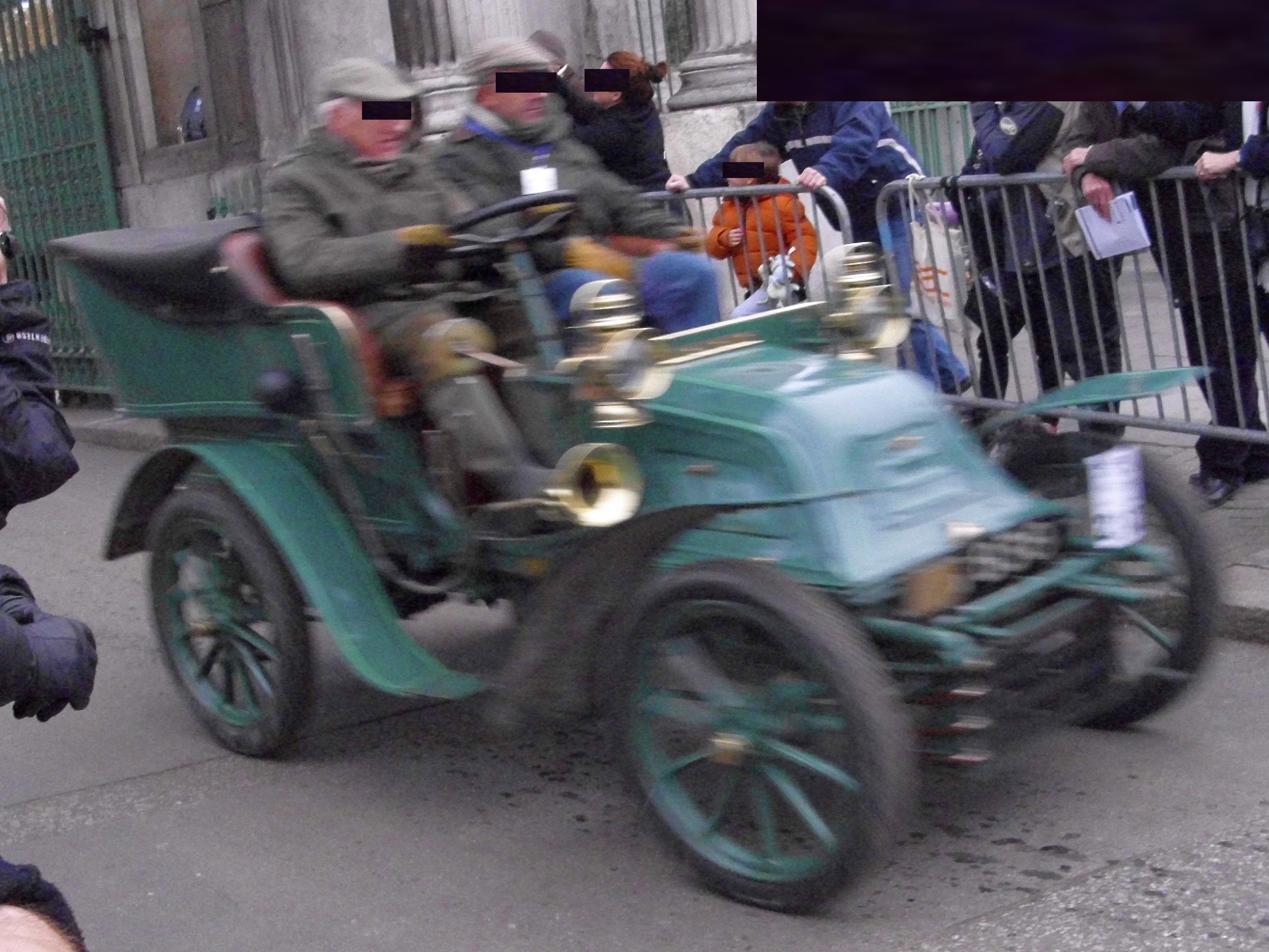
Georges Richard von 1902